# Calzedonia

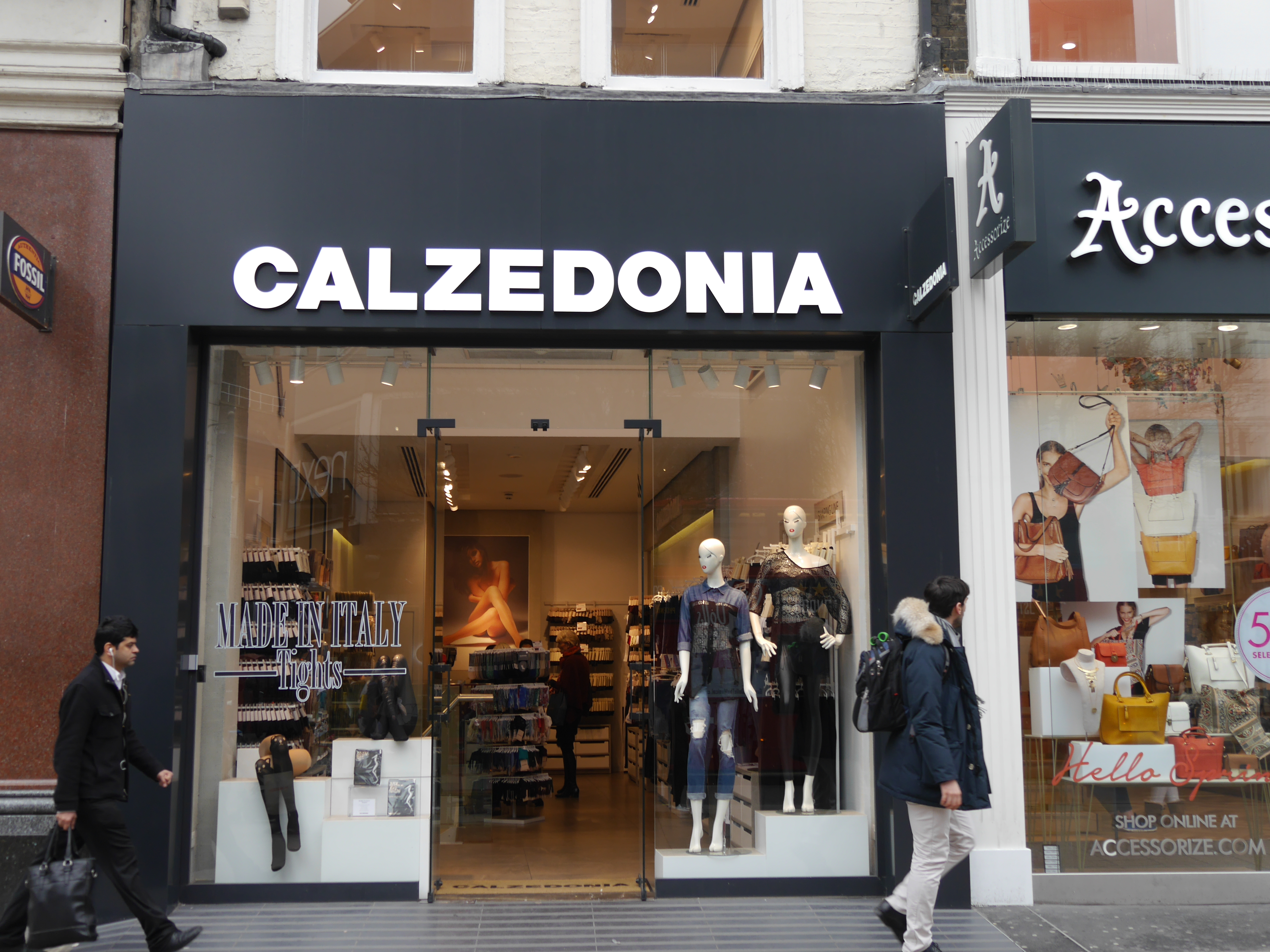
Calzedonia-winkel in Oxford Street, Londen, 2016

De Calzedonia Group is een internationaal actieve Italiaanse bedrijvengroep uit Verona die voornamelijk kousen, broeken en leggings produceert en verkoopt, evenals badkleding voor dames, heren en kinderen. Het gelijknamige merk Calzedonia werd in 1986 opgericht door Sandro Veronesi.
De groep heeft wereldwijd ruim 44.000 mensen in dienst en exploiteert acht merken. Het verkoopnetwerk van 5.300 verkooppunten, wordt deels via franchise geëxploiteerd. 
In december 2023 kondigde de Calzedonia Group aan dat het zichzelf de naam Oniverse zou geven om de diversificatie van de groep te weerspiegelen.

## Merken
CalzedoniaCalzedonia werd in 1986 opgericht als het eerste merk van het bedrijf. Het richt zich op kousen en badkleding voor dames, heren en kinderen. Anno 2023 is het merk aanwezig in meer dan 35 landen met meer dan 1.960 verkooppunten, waaronder 600 in Italië.
IntimissimiIn 1996 breidde de Calzedonia Group uit met het merk Intimissimi, dat ondergoed voor dames en heren verkoopt. Het is vertegenwoordigd in 35 landen met 1.360 vestigingen.
TezenisTezenis werd in 2003 opgericht om ondergoed en huiskleding voor dames, heren en kinderen te verkopen.
FalconeriHet merk werd in 2009 overgenomen en opnieuw gelanceerd. Het is gericht op het gebruik van natuurlijke garens. De kern van het assortiment bestaat uit gebreide kleding en kasjmier.
SignorvinoDe Calzedonia Group verkoopt sinds 2012 regionale wijnen onder dit merk.
Atelier EméHet Italiaanse bruidsmerk werd in 2015 door de groep overgenomen.
Antonio MarrasIn 2022 nam de groep een 80%-belang in het gelijknamige bedrijf in handen van modeontwerper Antonio Marras.